# NGC 7743
NGC 7743 é uma galáxia espiral barrada (SB0-a) localizada na direcção da constelação de Pegasus. Possui uma declinação de +09° 56' 02" e uma ascensão recta de 23 horas, 44 minutos e 21,1 segundos.
A galáxia NGC 7743 foi descoberta em 18 de Outubro de 1784 por William Herschel.